# Kreis Aschendorf
De Kreis Aschendorf was van 1885 tot 1932 een landkreis in het westen van de Pruisische provincie Hannover.

## Geografie
De kreis lag in het Emsland. De rivier de Eems doorkruiste de kreis en was ook de grote verkeersader in de kreis. In het noorden grenste de kreis aan de kreizen Weener en Leer, in het oosten aan de kreis Hümmling, in het zuiden aan de kreis Meppen en in het westen aan Nederland.

## Geschiedenis
Voor 1803 hoorde het grondgebied van de kreis bij het Nedersticht, dat thans bij het Prinsbisdom Münster hoorde. Tussen 1803 en 1810 hoorde het bij het Hertogdom Arenberg. Na de val van Napoleon Bonaparte, hoorde het gebied bij het Koninkrijk Hannover, tot het in 1867 door het Koninkrijk Pruisen geannexeerd werd. 
In 1885 werd de kreis opgericht uit het Ambt Aschendorf en de Stadt Papenburg. In 1932 werd door een verordening van het Pruisische Ministerie van Buitenlandse Zaken de kreis Aschendorf samengevoegd met de kreis Hümmling. Daaruit ontstond de Landkreis Aschendorf-Hümmling, die op 1 augustus 1977 opging in de huidige Landkreis Emsland.

### Demografie
| Jaar     | 1890   | 1900   | 1910   | 1925   |
| -------- | ------ | ------ | ------ | ------ |
| Inwoners | 20.307 | 21.581 | 23.679 | 25.838 |

## Gemeenten
De gemeenten in de voormalige kreis Aschendorf met de inwonersaantallen op 1 december 1901. Waar een 
de gemeente van toen, nu onderdeel van zijn, is te vinden tussen de haakjes.
| Gemeente                | Inwoners | Gemeente                   | Inwoners | Gemeente                | Inwoners |
| ----------------------- | -------- | -------------------------- | -------- | ----------------------- | -------- |
| Ahlen (nu Kluse)        | 517      | Aschendorf (nu Papenburg)  | 2689     | Bokel (nu Papenburg)    | 759      |
| Borsum (nu Rhede)       | 157      | Brual (nu Rhede)           | 443      | Dersum                  | 386      |
| Dörpen                  | 852      | Düthe (nu Fresenburg)      | 184      | Emen (nu Haren)         | 87       |
| Fresenburg              | 158      | Heede                      | 1130     | Herbrum (nu Papenburg)  | 465      |
| Hilter (nu Lathen)      | 120      | Kathen-Frackel (nu Lathen) | 131      | Lathen                  | 1169     |
| Lehe                    | 383      | Melstrup (nu Papenburg)    | 139      | Nenndorf (nu Papenburg) | 129      |
| Neudersum (nu Dersum)   | 234      | Neudörpen (nu Dörpen)      | 162      | Neulehe                 | 74       |
| Neurhede (nu Rhede)     | 567      | Neusustrum (nu Sustrum)    | 156      | Niederlangen            | 521      |
| Oberlangen              | 434      | Papenburg                  | 8423     | Rhede                   | 1700     |
| Steinbild (nu Kluse)    | 205      | Sustrum                    | 233      | Tinnen (nu Haren)       | 310      |
| Tunxdorf (nu Papenburg) | 204      | Walchum                    | 326      | Wippingen               | 232      |